# 洛阳理工学院
洛阳理工学院 （英語：Luoyang Institute of Science and Technology）是位于河南省洛阳市的一所省属全日制普通本科高等院校。前身是创办于1956年的洛阳工业高等专科学校。2007年洛阳大学与洛阳工业高等专科学校合并，成立洛阳理工学院。

## 历史沿革
洛阳理工学院前身可溯源至1956年创立的三门峡水力发电学校，后历经洛阳地质勘探学校、洛阳建筑材料工业学校等发展阶段，1993年6月，学校更名为洛阳工业高等专科学校；2007年3月，经教育部批准，洛阳工业高等专科学校与洛阳大学合并组建并升格为洛阳理工学院。

## 组织结构

### 院系设置
学校设有15个院（系），1个附属中学(洛阳理工学院附属中学)，2个基础教学部。

#### 院系
- 机器人学院
- 马克思主义学院
- 材料科学与工程学院
- 机械工程学院
- 电气工程与自动化学院
- 计算机与信息工程学院/软件学院
- 土木工程学院
- 环境工程与化学学院
- 经济与管理学院
- 会计学院
- 艺术设计学院
- 外国语学院
- 人文与社会科学学院
- 教育科学与音乐学院
- 力诺电力学院

#### 基础教学部
- 数学与物理教学部
- 体育教学部